# Al-Hayat al-Jadida
Al-Hayat al-Jadida, en arabe : الحياة الجديدة (Nouvelle vie), est un quotidien palestinien, de langue arabe, journal officiel de l'Autorité nationale palestinienne. Il est publié pour la première fois dans la ville de Gaza en novembre 1994. Il remplace Falastin Al Thawra (en) en tant qu'organe de presse officiel de l'Autorité palestinienne.